# Лом (Свердловская область)
Лом — деревня в Шалинском районе Свердловской области России. Входит в Шалинский муниципальный округ.
Ранее деревня входила в состав Рощинского сельсовета Шалинского района.

## География
Деревня Лом — самый северный населённый пункт Шалинского района и одноимённого муниципального округа, а также Западного управленческого округа Свердловской области в целом.
Деревня расположена в 57 километрах к северо-западу от посёлка Шаля (по дорогам в 75 километрах), в лесной местности, в истоке реки Токовой — левого притока реки Барды. Менее чем в километре от деревни проходит граница Свердловской области и Пермского края.
Из Лома ведёт 10-километровая просёлочная дорога до села Роща.

## Население
| 2002 | 2010 |
| ---- | ---- |
| 13   | ↘0   |